# Caterina de Valois
|  | Per a altres significats, vegeu «Caterina de Valois-Courtenay». |

Caterina de Valois (París, 27 d'octubre de 1401 – Londres, 3 de gener de 1437) fou la reina consort d'Anglaterra de 1420 a 1422. Era filla de Carles VI de França i es va casar amb el rei Enric V d'Anglaterra. Va ser la mare del rei Enric VI d'Anglaterra. Després de la mort del seu marit, la seva relació (i possible matrimoni morganàtic secret) amb Owen Tudor va suposar l'inici de la dinastia Tudor, possibilitant la pujada al tron d'Enric VII d'Anglaterra, primer monarca d'aquesta dinastia. La seva germana gran, Isabel de Valois i de Baviera, fou reina d'Anglaterra de 1396 a 1399, a conseqüència del seu matrimoni infantil amb Ricard II d'Anglaterra.

## Primers anys de vida
Caterina de Valois fou la filla més jove del rei Carles de França i de la seva dona Elisabet de Baviera. Va néixer al palau Hôtel Saint-Pol (un palau reial de París) el 27 d'octubre de 1401. Sent encara petita hi va haver negociacions per casar-la amb el Príncep de Gal·les, el fill d'Enric IV d'Anglaterra, però el rei va morir abans de donar per acabades les negociacions. En 1414 el príncep, ja aleshores rei Enric V, les va reobrir, afegint-hi una gran dot i que se'l reconeguessin dels seus drets al tron de França.
Mentre que alguns autors han afirmat que Caterina va ser negligida mentre era una nena per la seva mare, estudis més actuals suggereixen que no va ser així. Segons els comptes financers de la seva mare, es van comprar joguines per a una princesa francesa, se li van proporcionar textos religiosos i Caterina va ser enviada al convent de Poissy per a rebre una educació religiosa.

## Matrimonis
Enric V va marxar a la guerra contra França. Els plans de matrimoni van continuar fins i tot després de la gran victòria anglesa a Azincourt. Es diu que Caterina era molt atractiva i que quan finalment el rei anglès la va conèixer, a lo localitat de Meulan-en-Yvelines, es va enamorar d'ella. En maig de 1420 es va signar un acord de pau entre Anglaterra i França, el Tractat de Troyes, i Carles de França va reconèixer Enric d'Anglaterra com el seu hereu. Caterina i Enric es van casar a Troyes, a l'església de Sant Joan o a la Catedral, el 2 de juny de 1420. Caterina va marxar a Anglaterra amb el seu marit i va ser coronada reina en l'Abadia de Westminster el 23 de febrer de 1421. En juny de 1421 Enric va retornar a França per continuar les seves campanyes militars.
Caterina era embarassada quan el rei Enric va marxar cap a França, i va donar a llum a Windsor un fill el 6 de desembre de 1421, fill al que van anomenar Enric. El rei mai va veure el seu fill, atès que durant el setge de Meaux es va posar malalt de disenteria i va morir el 31 d'agost de 1422. Caterina no arribava encara als 21 anys quan es va convertir en reina mare. Carles VI de França va morir un parell de mesos després que Enric V, sent aleshores el jove nen de nou mesos Enric el rei d'Anglaterra i de la part ocupada del nord de França.
Caterina era encara jove i en edat de casar-se, la qual cosa es va convertir en una font de preocupació pel seu cunyat el Duc Humphrey de Gloucester, Lord Protector. Els rumors apuntaven que Caterina planejava casar-se amb Edmond Beaufort, comte de Dorset. El duc de Gloucester era obertament contrari a aquest matrimoni. El Parlament de 1427–1428 va aprovar una llei segons la qual, si la reina mare es tornava a casar sense el consentiment del rei, el seu marit perdria les seves terres i possessions, tot i que els fills del matrimoni no patirien càstig algú. En aquell moment el rei tenia sis anys, i s'havia d'esperar a la seva majoria d'edat per a la seva aprovació del matrimoni de la reina mare.
Les persones importants de la cort no se'n refiaven de Caterina, filla del rei francès. Li van permetre viure en la casa del rei, ella volia poder-se ocupar del seu fill jove, però els acords amb els quals li van permetre ser-hi feien que la seva activitat fos també contínuament supervisada. No obstant això, Caterina va establir una relació sexual amb el gal·lès Owen Tudor, el qual en 1421 havia estat al servei del majordom a França d'Enric V, Walter Hungerford. Owen Tudor va ser probablement nomenat guàrdia de la casa o del guarda-roba de Caterina. La relació va començar quan Caterina va anar a viure al castell de Windsor. Ella va quedar embarassada del seu primer fill comú. En algun moment Caterina va deixar de viure a la casa del rei. En maig de 1432 el Parlament va concedir a Owen els drets d'un anglès, un fet important donades les limitacions que les lleis d'Enric IV imposaven als gal·lesos.

Armes de Caterina de Valois com a reina consort

No hi ha cap evidència incontestable de si Caterina i Owen Tudor es van casar. No s'ha trobat cap documentació que demostri que tal matrimoni va existir. A més, encara que s'haguessin casat, seria qüestionable la legalitat del matrimoni, segons l'acte de 1428. De la relació entre Owen Tudor i Caterina va néixer la dinastia Tudor, que va començar amb el rei Enric VII d'Anglaterra. Alguns historiadors de la família Tudor van afirmar que Owen i Caterina van arribar a casar-se, perquè el matrimoni lícit afegiria respectabilitat i forts lligams reials a les reivindicacions de la dinastia Tudor. Bertram Fields va escriure que "no hi havia cap més prova [del matrimoni] que la paraula d'Owen".
Owen i Caterina van tenir com a mínim sis fills, amb Edmund, Jasper i Owen nascut lluny de la cort. Van tenir una filla, Margaret, qui esdevindria monja i que va morir jove.

## Mort i seqüeles
Caterina va morir a Londres el 3 de gener de 1437, poc després d'un part, i va ser enterrada a l'Abadia de Westminster. Així com la data de la seva mort no és pas qüestionada, la causa sí que ho és, havent-hi documents que indiquen que no va morir com a resultat del part, sinó que després del part va anar a l'Abadia de Bermondsey, possiblement buscant una cura per una malaltia que podia haver patit des de feia algun temps, on va arribar només tres dies abans de la seva mort. Les seves restes són a l'Abadia de Westminster, a la capella del rei Enric V. Després de la seva mort, els enemics d'Owen i Caterina van decidir procedir contra Owen per violació de la llei sobre el casament de la reina mare. Owen va comparèixer davant el Consell, sent absolt de tots els càrrecs i sent alliberat. Quan va tornar a Gal·les va ser arrestat i li van ser confiscades les seves possessions. Va escapar de la presó de Newgate de Londres a començament de 1438, sent de nou arrestat i empresonat al castell de Windsor en juliol d'aquell mateix any.
Mentrestant, els dos fills més grans d'Owen i Caterina, Edmund i Jasper, van anar a viure amb Katherine de la Pole, abadessa de Barking i germana de William de la Pole, primer Duc de Suffolk. En algú moment després de 1442, el rei (germanastre d'ambdós) va assumir alguna funció en la seva educació. Owen, pare d'Edmund i Jasper, va ser finalment alliberat amb una fiança de 2000 lliures, i personat en novembre de 1439, sent cancel·lada la fiança en 1440. Owen va ser ben tractat a partir de llavors, sent membre de la casa del rei fins a mitjans de la dècade del 1450. Va viure en 1461, quan va ser executat per membres de la Casa de York després de la batalla de Mortimer's Cross, en Herefordshire. Els seus fills van ser condecorats pel fill de Catalina, el rei Enric VI. Edmund es va casar amb Margaret Beaufort, un dels últims hereus que quedaven de la Casa de Lancaster. El seu fill esdevingué rei amb el nom d'Enric VII.

L'efigie de Caterina, que va ser portada al seu funeral, és a l'Abadia de Westminster Abbey, on és exhibida al museu, situat en la cripta. La seva tomba contenia inicialment un memorial en alabastre, que va ser intencionadament destruït durant el regnat del seu net, Enric VII. S'ha suggerit que aquest rei va ordenar que fos retirat per tal d'allunyar la idea d'un possible origen il·legítim seu. En aquell moment, la tapa del taüt va ser aixecada accidentalment, revelant el cadàver, que durant generacions es va convertir en una atracció turística. En 1669 el diarista Samuel Pepys va besar a la reina desapareguda durant el seu aniversari: 
| «              | El dimarts de Carnaval de 1669 vaig anar a l'Abadia, i gràcies a un favor vaig veure el cos de la reina Caterina de Valois, i vaig tenir la part superior del seu cos a les meves mans, i vaig besar la boca, pensant-ho bé vaig besar la Reina: i aquest va ser el meu aniversari i tinc trenta-sis anys i vaig fer un petó a una reina. | » |
| — Samuel Pepys | |   |

Les restes de Caterina no van ser adequadament enterrades fins al regnat de la Reina Victòria.

## Ancestres

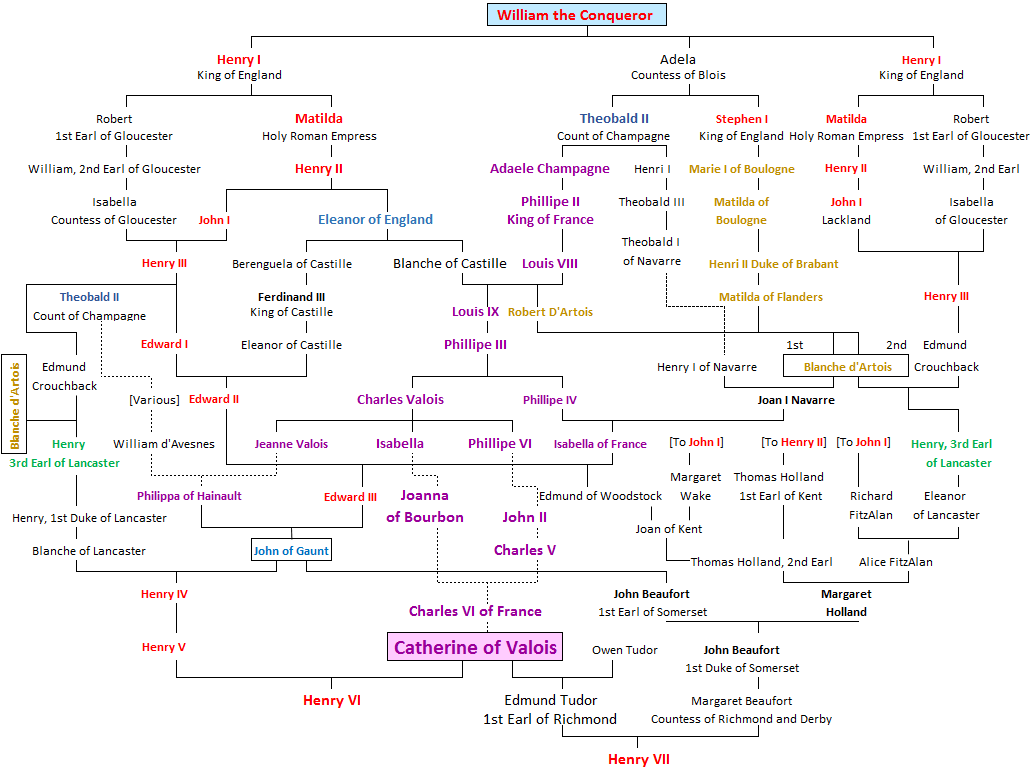
Descendents de Guillem el Conqueridor

## Taula successòria
| Caterina de Valois Dinastia de ValoisBranca cadet del Dinastia CapetNascut: 27 octubre 1401 Mort: 3 gener 1437 |                                                               |                                                 |
| VacantÚltim títol en mans deJoana de Navarra                                                                   | Reis i reines consorts d'Anglaterra Reines consorts d'Irlanda | VacantSegüent títol en mans deMargarida d'Anjou |

## Caterina de Valois en la ficció històrica
- William Shakespeare descriu el matrimoni de Caterina de Valois a Enric V després de la batalla de Azincourt.
- Caterins de Valois és el tema de la novel·la de Rosemary Hawley Jarman Crown in Candlelight (1978)
- Margaret Frazer presenta Caterina i els seus fills Edmund i Jasper a "The Boy's Tale" (1995).
- En The Queen's Secret de Jean Plaidy (Eleanor Hibbert), Caterina és el rol principal.
- En la novel·la històrica, Fortune Made His Sword de Martha Rofheart, Caterina és un dels cinc narradors que expliquen la història d'Enric V.
- La novel·la de Dedwydd Jones The Lily and the Dragon (2002) explica la història de Owen Tudor i Caterina de Valois.
- La novel·la de Joanna Hickson The Agincourt Bride (2013) explica la història dels primers anys de vida de Caterina de Valois.
- La novel·la d'Anne O'Brien The Forbidden Queen (2013) detalla la vida de Caterina de Valois.
- La novel·la de Vanora Bennett Blood Royal/The Queen's Lover (2009) narra la història dels primers anys de la vida de Caterina a través del seu matrimoni secret amb Owen Tudor.
- La novel·la de Mari Griffith Root of the Tudor Rose (2014) és la història del breu matrimoni de Caterina i Enric V i de la seva subsegüent relació secreta amb Owen Tudor.
- L'obra de Rosemary Anne Sisson The Queen and the Welshman (1957) narra la història de Caterina de Valois i Owen Tudor.